# Pamela Rota
Pamela Rota (Osio Sotto, 7 marzo 1985) è una conduttrice televisiva, showgirl, modella e pittrice italiana.

## Biografia
Inizia la carriera di modella a 21 anni, lavorando in Giappone, Corea, Europa e Stati Uniti e girando numerosi spot pubblicitari per la televisione, come quello di Calzedonia, del quale è testimonial.
Conduce su LA7, affiancata da Francesco Mandelli e con la partecipazione straordinaria di Rocco Barbaro, Spottambuli, un programma dedicato agli spot più artistici e interessanti provenienti da tutto il mondo.
Nell'autunno-inverno dello stesso anno presenta su All Music la Classifica Ufficiale M2O All Music Show. Nel 2007 è ancora una dei conduttori di punta di All Music, conduce programmi su Sky Italia.
Nel 2011, dopo essersi allontanata dal mondo televisivo, si dedica professionalmente alla sua passione per la pittura, esponendo le sue opere in tutto il mondo. Nota influencer, produce due linee di accessori di moda, Loomloom e Warloom.
Attualmente impegnata come conduttrice televisiva sui canali Sky Italia e Fashion tv.